# トゥナズテペ級駆逐艦
トゥナズテペ級駆逐艦 (英語: Tinaztepe class destroyers, トルコ語: Tınaztepe sınıfı muhripler) はトルコ海軍の駆逐艦。2隻が就役した。

## 概要
本級は、トルコ海軍が、自国の沿岸防備のために1929年度海軍計画においてイタリアに発注・建造した2番目のクラスの駆逐艦である。今回はCT社Riva Trigoso造船所に2隻が発注された。

## 外観

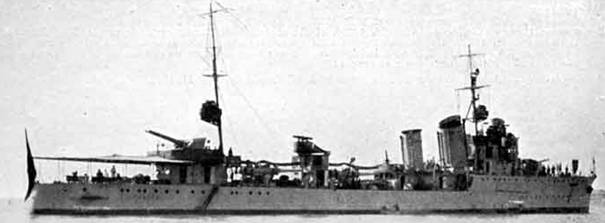
写真はトゥナズテペ

本級の船体形状は同時期にイタリア海軍で建造された「ダルド級駆逐艦 (セコンダ)」に近似している。前級（コジャテペ級）と同様にシアの少ない船首楼型の船体形状としたが、船首前端の形状は上部をやや突出させ、前級より傾斜の大きい形状としている。また、前級とは主砲が連装式となっている点も異なる。船首楼甲板の後端に艦橋と前部マストを配置。その後方の甲板下は3基の主缶を収めた缶室区画で、1番煙突に主缶2基分、2番煙突に1基分の煙路が導設された。煙突後方に53.3cm三連装魚雷発射管2基が配置された。主砲は前後甲板上に各1基配置された。

## 兵装

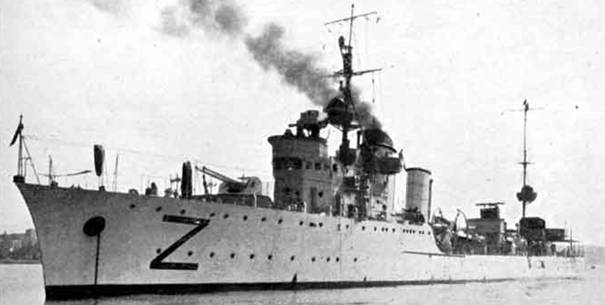
写真はザフェル

本級の主砲にはアンサルド製1926年型 12cm（50口径）速射砲を採用した。その性能は重量23.15kgの砲弾を仰角45度で22,000mまで届かせることができた。 砲身の俯仰能力は仰角45度・俯角10度で、旋回角度は左右150度の旋回角度を持っていた。装填形式は自由角度装填で、発射速度は人力装填のため毎分6～7発であった。これを防楯の付いた連装砲架で2基搭載した。
他に、対空兵装としてヴィッカース社からテルニ社でライセンス生産された4cm（39口径）ポンポン砲が単装砲架で2基が搭載された。
水雷兵装として、53.3cm三連装魚雷発射管2基を搭載した。

## 同型艦
- トゥナズテペ（Tınaztepe）

CT社Riva Trigoso造船所にて1930年1月に起工、1931年7月27日に進水、1932年6月に就役。1954年2月に除籍後、解体処分。
- ザフェル（Zafer）

CT社Riva Trigoso造船所にて1930年1月に起工、1931年9月20日に進水、1932年6月に就役。1954年2月に除籍後、解体処分。

## 参考図書
- 「Conway All The World's Fightingships 1922-1946」（Conway）
- 「世界の艦船 増刊第20集　第2次大戦のイタリア軍艦」（海人社）